# Firas Alshater
Firas Alshater (* 27. März 1991 in Damaskus) ist ein deutsch-syrischer Schauspieler, freier Journalist, Autor und YouTuber.
Seit September 2015 betreibt er seinen YouTube-Kanal ZUKAR.

## Leben

### Syrien
Firas Alshater wuchs in Damaskus auf und studierte dort Schauspiel. Er gehörte 2011 zu den Mitorganisatoren der ersten Demonstrationen gegen die Assad-Regierung und für ein freies Syrien.
Um die Entwicklung in Syrien zu dokumentieren, der Propaganda des Staatsfernsehens etwas entgegenzusetzen und die Menschen aufzuklären, besorgte Alshater sich eine Kamera. Zudem half er westlichen Journalisten, möglichst unbemerkt nach Syrien zu gelangen, und unterstützte sie bei der Berichterstattung. Aufgrund regimekritischer Aussagen und Beiträgen wurde er durch das Assad-Regime verfolgt, vier Mal verhaftet und insgesamt fast neun Monate gefangen gehalten und gefoltert. Zu seiner eigenen Sicherheit musste er Oktober 2012 Damaskus verlassen, lebte kurzzeitig in der Türkei und dann im Norden von Syrien. In Raqqa wurde er dann von islamistischen Gruppen gefangen gehalten, da er deren Verbrechen ebenfalls öffentlich machte.

### Deutschland
Um den Film Syria Inside seines verstorbenen Freundes Tamer Alawan fertig zu editieren, ging Alshater schließlich nach Deutschland. Zusammen mit dem deutschen Filmproduzenten Jan Heilig schloss er die Arbeiten am Film ab und veröffentlichte diesen Ende 2013.
Seit Mai 2013 lebt Alshater in Berlin; im selben Jahr erhielt er Asyl in Deutschland. Hier arbeitete er als freier TV-Journalist für arabische Sender und produzierte eigene Kurzfilme. Zusammen mit Heilig startete er im Januar 2016 auf dem YouTube-Kanal ZUKAR die Reihe „ZUKAR-Stückchen“, dessen erstes Video Wer sind diese Deutschen? viral ging und über 2,5 Millionen Mal auf YouTube und Facebook angesehen wurde (Stand: April 2016). Alshater gilt seitdem als „Deutschlands erster Flüchtlings-Youtuber“. Die Zeitschrift Time wählte Alshater zu einem von zehn Next Generation Leaders.
In der Folge war er in vielen verschiedenen Fernsehsendungen zu sehen, u. a. im ARD-Buffet, dem ARD-Nachtmagazin oder Markus Lanz. Alshater fand durch seine Videos auch in internationalen Medien Erwähnung, so etwa bei Canal+, bei Al Jazeera oder den internationalen Formaten der Deutschen Welle.
Bei der Aktion „search racism, find truth“ ist Alshater auch zu sehen. Diese Aktion wurde von der Organisation „Flüchtlinge Willkommen“ ins Leben gerufen, um vor YouTube-Videos mit rechtsradikalen Inhalten kurze Clips zu schalten, in denen Flüchtlinge die darauf folgenden Vorurteile entkräften können.
Aktuell produziert Alshater weitere YouTube-Videos und schrieb an seiner Autobiografie mit dem Titel Ich komm auf Deutschland zu, die Oktober 2016 im Ullstein Verlag erschienen ist.
Er ist inzwischen deutscher Staatsbürger.

## YouTube-Kanal
Die Video-Serie ZUKAR ist ein Gemeinschaftsprojekt der beiden Filmemacher Firas Alshater aus Syrien und Jan Heilig aus Deutschland.
Das erste Video ging Ende Januar 2016 online. Es war ursprünglich als Test für ein Filmprojekt, das Flüchtlingen eine eigene Stimme geben sollte, gedacht. Die Macher wollten sehen, wie es bei der Online-Community angenommen wird. Innerhalb weniger Tage schossen die Zuschauerzahlen in die Höhe.
Seitdem ist ZUKAR ein unabhängiges Projekt und wird rechtlich von Heiligs Agentur Okayfactor GmbH vertreten. In seinen Videos geht Alshater auf Entdeckungsreise: Wer sind die Deutschen? Wie ticken sie? Er beschreibt die Erlebnisse aus seiner Perspektive und kommentiert aktuelle Themen. Humor ist und bleibt dabei sein Hauptwerkzeug.
Momentan sind 52 ZUKAR-Videos auf dem YouTube-Kanal zu sehen mit insgesamt circa 1,8 Millionen Aufrufen (Stand: September 2017).

## Auszeichnungen
- 2016 Nominierung für die 1 Live Krone[21]